# Confartigianato
Confartigianato Imprese è la più rappresentativa organizzazione italiana dell'artigianato e della micro e piccola impresa. Fondata nel 1946 da Manlio Germozzi, Confartigianato rappresenta più di 700.000 imprenditori associati. Ha sede a Roma, in Via di San Giovanni in Laterano 152, con un ufficio distaccato a Bruxelles.
Obiettivo dell'attività di Confartigianato Imprese è la «rappresentanza delle imprese artigiane, delle micro, piccole e medie imprese, secondo l'accezione europea, dei settori industriali, commerciali e dei servizi, nonché di tutte le forme del lavoro autonomo, indipendente e cooperativo, aderenti alle Associazioni territoriali che la costituiscono. La rappresentanza della Confederazione si estende alle forme di lavoro parasubordinato ed ai pensionati», rappresentati, questi ultimi, dall'Associazione Nazionale Anziani e Pensionati di Confartigianato (ANAP).
Membro fondatore di SMEunited (precedentemente nota come UEAPME), l'Unione europea dell'artigianato e delle piccole e medie imprese, Confartigianato rappresenta a livello europeo la più vasta rete di servizi ed assistenza alle PMI.

## L'attività di rappresentanza
«L'azione politica, sindacale ed organizzativa di Confartigianato Imprese pone al centro l'impresa artigiana e, a partire dall'ascolto dei suoi bisogni e delle sue istanze politiche ed economiche, è finalizzata ad individuare, programmare e gestire, nelle sue singole articolazioni [...], azioni generali e specifiche dirette ad accrescere il valore aggiunto dell'impresa, la sua dignità politica, le sue relazioni economiche, associative, sindacali ed istituzionali».
L'attività di rappresentanza e i risultati conseguiti da Confartigianato Imprese sono riepilogati nel Bilancio Sociale, liberamente scaricabile dal portale ufficiale della Confederazione.

### Aree d'azione
- Relazioni sindacali
- Tutela e promozione dell'apprendistato e dell'apprendistato professionalizzante
- Formazione professionale
- Previdenza
- Ambiente
- Sicurezza sul lavoro
- Qualità e normativa tecnica
- Relazioni istituzionali e legislative
- Politiche economiche (comprese quelle di federazione/categoria, attraverso il Sistema Imprese)
- Energia ed utilities
- Innovazione
- Internazionalizzazione e mercato comunitario
- Credito
- Promozione dei Consorzi di garanzia fidi (Confidi)
- Marketing associativo
- Politiche fiscali
- Assistenza fiscale
- Patronato
- Turismo e promozione sociale
- Analisi economica di mercati e contesti in cui operano le imprese italiane[5]
- Comunicazione associativa ed istituzionale
- Alta Formazione Interna per il Sistema Confederale (Scuola di Sistema - Confartigianato Imprese)
- Fondazione ‘Manlio e Maria Letizia Germozzi onlus’.

## La struttura

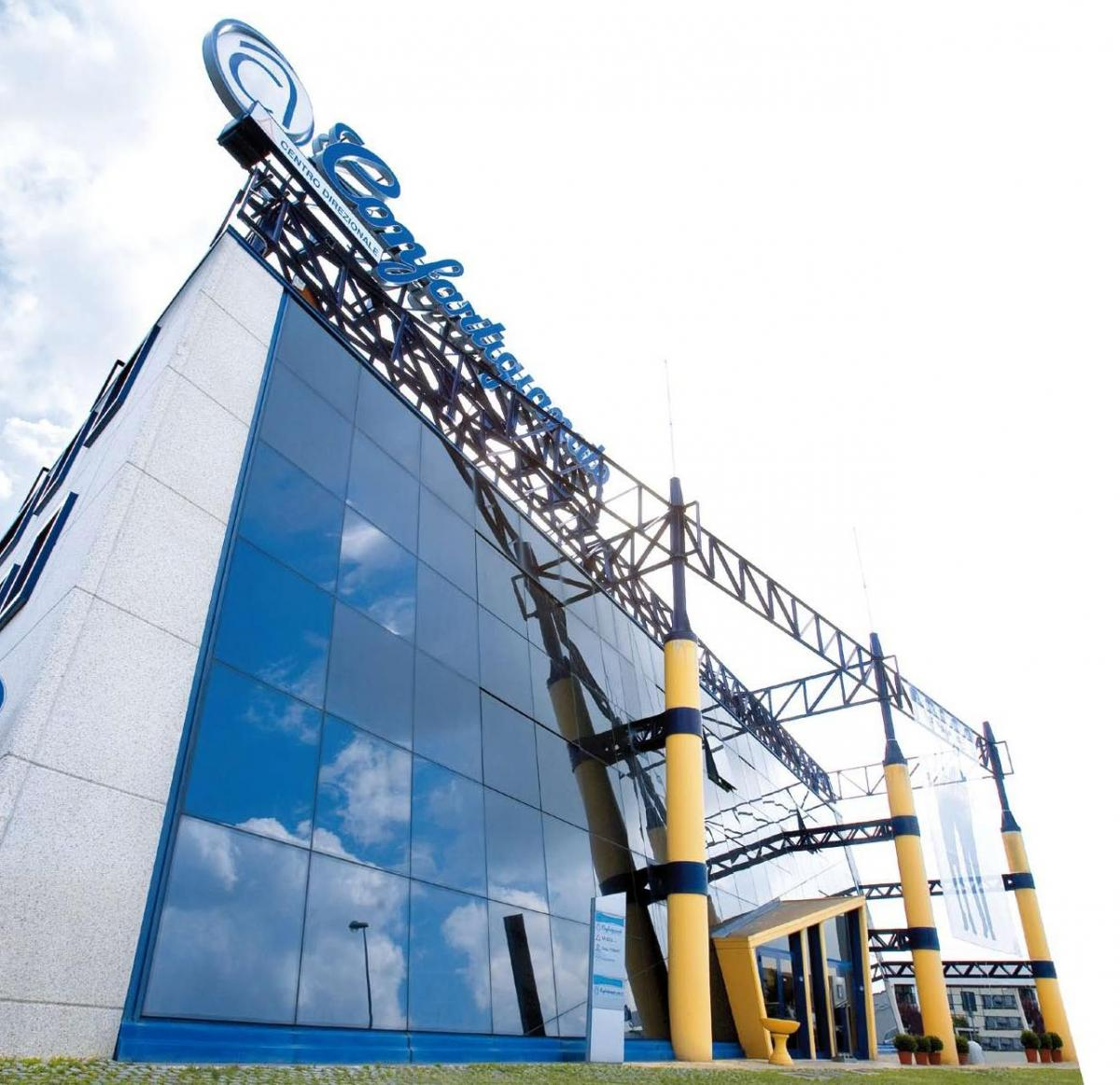
Sede di Ancona

Il Sistema Confartigianato Imprese è radicato sul territorio italiano grazie ad una struttura composta da 104 Associazioni territoriali, 21 Federazioni regionali, 12 Federazioni di categoria, 41 Associazioni di mestiere. Ogni giorno, nelle 1088 sedi di Confartigianato Imprese operative in tutta Italia, 9.820 persone lavorano al servizio di oltre 1 milione e mezzo di imprenditori artigiani con 3 milioni di addetti..
Il 26 novembre 2024, l'Assemblea dei delegati ha confermato per acclamazione Marco Granelli alla Presidenza di Confartigianato Imprese per il quadriennio 2024-2028, Vincenzo Mamoli è il Segretario generale.
Per la rappresentanza delle PMI associate, Confartigianato ha creato il Sistema Imprese, costituito da 7 Aree d’impresa, 12 Federazioni di categoria, 41 Associazioni di Mestiere.

### Le 12 Federazioni di categoria (Sistema Imprese)
- Confartigianato Alimentazione
- Confartigianato Artistico
- Confartigianato Autoriparazione
- Confartigianato Benessere (o dei Servizi alla persona)
- Confartigianato Comunicazione e dei Servizi Innovativi
- ANAEPA Confartigianato Costruzioni, su anaepa.it.
- Confartigianato Impianti
- Confartigianato Legno e Arredo
- Metalmeccanica di produzione
- Confartigianato Moda
- Confartigianato Servizi e Terziario
- Confartigianato Trasporti, Logistica e Mobilità

## La storia
La Camera di Commercio di Roma, tra il 22 ed il 24 settembre 1946, ospita il 1º Congresso della neonata Confederazione Generale dell'Artigianato Italiano (CGAI), che associa 70 organizzazioni. Manlio Germozzi, fondatore della Confederazione, viene nominato Segretario generale.
«Da allora» - ricordava Germozzi - «cominciai a girare l'Italia in lungo e largo per ritrovare i vecchi amici nelle varie Federazioni artigiane [...] Fu un periodo intenso, avventuroso, ricco di emozioni [...] La situazione era molto difficile, mancavano i beni di prima necessità. Fu in quel periodo che cominciai a lavorare per inserire anche l'artigianato nel piano di aiuti».
Il 28 febbraio 1955 nasce la Confederazione Generale Italiana dell'Artigianato (CGIA), che associava 7 federazioni regionali, 82 provinciali, 12 mandamentali, 19 di categoria.
Il 14 giugno 2006, la Confederazione assume l'attuale denominazione di Confartigianato Imprese.
A seguito della modifica della denominazione nazionale, le Associazioni territoriali del Sistema Confartigianto Imprese hanno uniformato le rispettive denominazioni in Confartigianato Imprese seguito dal nome della provincia di riferimento. Nell'articolo 2 dello Statuto si specifica che 'Le componenti del Sistema Confederale hanno il diritto ed il dovere di utilizzare la denominazione ed il logo confederale, seguiti dalle indicazioni specifiche relative alla singola struttura. L'uso del logo confederale è disciplinato nel Regolamento della Confartigianato-Imprese'.
Confartigianato dispone di un Ufficio studi nazionale che coordina una rete di Osservatori territoriali.. La CGIA di Mestre pubblica annualmente un report sulle retribuzioni medie dei lavoratori dipendenti del settore privato, suddivise per città e riferite a due anni prima.